# Pilot Pen International 1998 - Qualificazioni singolare maschile
Le qualificazioni del singolare maschile del Pilot Pen International 1998 sono state un torneo di tennis preliminare per accedere alla fase finale della manifestazione. I vincitori dell'ultimo turno sono entrati di diritto nel tabellone principale. In caso di ritiro di uno o più giocatori aventi diritto a questi sono subentrati i lucky loser, ossia i giocatori che hanno perso nell'ultimo turno ma che avevano una classifica più alta rispetto agli altri partecipanti che avevano comunque perso nel turno finale.
Le qualificazioni del torneo Pilot Pen International 1998 prevedevano 28 partecipanti di cui 7 sono entrati nel tabellone principale.

## Teste di serie
1. Leander Paes (Qualificato)
2. Lionel Roux (Qualificato)
3. Ivo Heuberger (Qualificato)
4. Neville Godwin (primo turno)
5. Lars Burgsmüller (Qualificato)
6. Alex Rădulescu (ultimo turno)
7. Peter Wessels (primo turno)

1. David Caldwell (ultimo turno)
2. Harel Levy (primo turno)
3. Eyal Erlich (primo turno)
4. Wayne Arthurs (ultimo turno)
5. Mahesh Bhupathi (primo turno)
6. George Bastl (ultimo turno)
7. Lior Mor (primo turno)

## Qualificati
1. Leander Paes
2. Lionel Roux
3. Ivo Heuberger
4. Eyal Erlich

1. Lars Burgsmüller
2. Harel Levy
3. Maks Mirny

## Tabellone

### Legenda
| - Q = Qualificato - WC = Wild card - LL = Lucky loser | - ALT = Alternate - SE = Special Exempt - PR = Protected Ranking | - w/o = Walkover - r = Ritirato - d = Squalificato |

### Sezione 1
|  | Primo turno | Primo turno        | Primo turno        | Primo turno | Primo turno |  |  | Ultimo turno | Ultimo turno | Ultimo turno | Ultimo turno | Ultimo turno |  |
|  |             |                    |                    |             |             |  |  |              |              |              |              |              |  |
|  | 1           | Leander Paes       | Leander Paes       | 6           | 6           |  |  |              |              |              |              |              |  |
|  |             | Bobby Kokavec      | Bobby Kokavec      | 4           | 1           |  |  | 1            | Leander Paes | Leander Paes | 6            | 6            |  |
|  | 13          | George Bastl       | George Bastl       | 6           | 6           |  |  | 13           | George Bastl | George Bastl | 3            | 4            |  |
|  |             | Jonathan Beardsley | Jonathan Beardsley | 1           | 2           |  |  |              |              |              |              |              |  |

### Sezione 2
|  | Primo turno | Primo turno       | Primo turno       | Primo turno | Primo turno |  |  | Ultimo turno | Ultimo turno | Ultimo turno | Ultimo turno | Ultimo turno |  |
|  |             |                   |                   |             |             |  |  |              |              |              |              |              |  |
|  | 2           | Lionel Roux       | Lionel Roux       | 6           | 6           |  |  |              |              |              |              |              |  |
|  |             | Jocelyn Robichaud | Jocelyn Robichaud | 4           | 3           |  |  | 2            | Lionel Roux  | Lionel Roux  | 6            | 6            |  |
|  |             | Lior Mor          | Lior Mor          | 7           | 7           |  |  |              | Lior Mor     | Lior Mor     | 3            | 2            |  |
|  | 14          | Jeff Salzenstein  | Jeff Salzenstein  | 6           | 6           |  |  |              |              |              |              |              |  |

### Sezione 3
|  | Primo turno | Primo turno     | Primo turno | Primo turno | Primo turno |  |  | Ultimo turno | Ultimo turno    | Ultimo turno | Ultimo turno | Ultimo turno |  |
|  |             |                 |             |             |             |  |  |              |                 |              |              |              |  |
|  | 3           | Ivo Heuberger   | 6           | 2           | 6           |  |  |              |                 |              |              |              |  |
|  |             | Scott Humphries | 3           | 6           | 3           |  |  | 3            | Ivo Heuberger   | 6            | 3            | 6            |  |
|  |             | Mahesh Bhupathi | 6           | 6           | 7           |  |  |              | Mahesh Bhupathi | 2            | 6            | 4            |  |
|  | 12          | Michael Russell | 7           | 4           | 5           |  |  |              |                 |              |              |              |  |

### Sezione 4
|  | Primo turno | Primo turno    | Primo turno    | Primo turno | Primo turno |  |  | Ultimo turno | Ultimo turno | Ultimo turno | Ultimo turno | Ultimo turno |  |
|  |             |                |                |             |             |  |  |              |              |              |              |              |  |
|  |             | Amir Hadad     | Amir Hadad     | 6           | 6           |  |  |              |              |              |              |              |  |
|  | 4           | Neville Godwin | Neville Godwin | 2           | 1           |  |  | Amir Hadad   | Amir Hadad   | Amir Hadad   | 4            | 2            |  |
|  |             | Eyal Erlich    | Eyal Erlich    | 7           | 7           |  |  | Eyal Erlich  | Eyal Erlich  | Eyal Erlich  | 6            | 6            |  |
|  | 10          | Michael Hill   | Michael Hill   | 6           | 5           |  |  |              |              |              |              |              |  |

### Sezione 5
|  | Primo turno | Primo turno      | Primo turno   | Primo turno | Primo turno |  |  | Ultimo turno | Ultimo turno     | Ultimo turno | Ultimo turno | Ultimo turno |  |
|  |             |                  |               |             |             |  |  |              |                  |              |              |              |  |
|  | 5           | Lars Burgsmüller | 4             | 6           | 7           |  |  |              |                  |              |              |              |  |
|  |             | Noam Behr        | 6             | 1           | 6           |  |  | 5            | Lars Burgsmüller | 2            | 6            | 6            |  |
|  | 11          | Wayne Arthurs    | Wayne Arthurs | 7           | 6           |  |  | 11           | Wayne Arthurs    | 6            | 4            | 2            |  |
|  |             | Ronald Agénor    | Ronald Agénor | 6           | 4           |  |  |              |                  |              |              |              |  |

### Sezione 6
|  | Primo turno | Primo turno    | Primo turno  | Primo turno | Primo turno |  |  | Ultimo turno | Ultimo turno   | Ultimo turno   | Ultimo turno | Ultimo turno |  |
|  |             |                |              |             |             |  |  |              |                |                |              |              |  |
|  | 6           | Alex Rădulescu | 6            | 3           | 7           |  |  |              |                |                |              |              |  |
|  |             | James Blake    | 3            | 6           | 5           |  |  | 6            | Alex Rădulescu | Alex Rădulescu | 6            | 5            |  |
|  |             | Harel Levy     | Harel Levy   | 7           | 7           |  |  |              | Harel Levy     | Harel Levy     | 7            | 7            |  |
|  | 9           | Cecil Mamiit   | Cecil Mamiit | 5           | 5           |  |  |              |                |                |              |              |  |

### Sezione 7
|  | Primo turno | Primo turno      | Primo turno      | Primo turno | Primo turno |  |  | Ultimo turno | Ultimo turno   | Ultimo turno | Ultimo turno | Ultimo turno |  |
|  |             |                  |                  |             |             |  |  |              |                |              |              |              |  |
|  |             | Maks Mirny       | 6                | 6           | 6           |  |  |              |                |              |              |              |  |
|  | 7           | Peter Wessels    | 7                | 3           | 3           |  |  |              | Maks Mirny     | 3            | 6            | 7            |  |
|  | 8           | David Caldwell   | David Caldwell   | 6           | 6           |  |  | 8            | David Caldwell | 6            | 4            | 5            |  |
|  |             | Tsolak Gevorgyan | Tsolak Gevorgyan | 2           | 3           |  |  |              |                |              |              |              |  |